# Jose Panganiban
Jose Panganiban is een gemeente in de Filipijnse provincie Camarines Norte op het eiland Luzon. Bij de laatste census in 2007 had de gemeente ruim 49 duizend inwoners.

## Geschiedenis
De geschiedenis van deze gemeente en plaats gaat ver terug. Toen de eerste Spanjaarden in dit gebied arriveerden onder leiding van Juan de Salcedo ergens in 1571 werd de lokaal gebruikte naam Mambulawan verbasterd naar Mamulao. Ruim 250 jaar besloot het Filipijns Huis van Afgevaardigden door het aannemen met Act 4155 op 1 december 1934 tot een naamswijziging naar Jose Panganiban, ter ere van de hier geboren patriot en schrijver Jose Maria Panganiban.

## Geografie

### Bestuurlijke indeling
Jose Panganiban is onderverdeeld in de volgende 27 barangays:
| - Bagong Bayan - Calero - Dahican - Dayhagan - Larap - Luklukan Norte - Luklukan Sur - Motherlode - Nakalaya - North Poblacion - Osmeña - Pag-Asa - Parang - Plaridel | - Salvacion - San Isidro - San Jose - San Martin - San Pedro - San Rafael - Santa Cruz - Santa Elena - Santa Milagrosa - Santa Rosa Norte - Santa Rosa Sur - South Poblacion - Tamisan |

## Demografie
Jose Panganiban had bij de census van 2007 een inwoneraantal van 49.028 mensen. Dit zijn 2.964 mensen (6,4%) meer dan bij de vorige census van 2000. De gemiddelde jaarlijkse groei komt daarmee uit op 0,86%, hetgeen lager is dan het landelijk jaarlijks gemiddelde over deze periode (2,04%). Vergeleken met de census van 1995 is het aantal mensen met 3.632 (8,0%) toegenomen.

De bevolkingsdichtheid van Jose Panganiban was ten tijde van de laatste census, met 49.028 inwoners op 214,44 km², 228,6 mensen per km².

## Geboren in Jose Panganiban
- Jose Maria Panganiban (1 februari 1863), schrijver en patriot (overleden 1890).